# Emili Foxonet
Emili Foxonet (El Soler, 1890 — Perpinyà, 1972) va ser un militar i poeta nord-català.

## Biografia
Foxonet era un militar, oficial d'artilleria, que en jubilar-se es dedicà intensament a la poesia i, en general, a la cultura catalanes. Ocupà el càrrec de tresorer al Grup Rossellonès d'Estudis Catalans, primer, i a l'Institut Rossellonès d'Estudis Catalans, després; a aquesta darrera institució també feu de director-gerent de la seva Revista Catalana, d'aparició trimestral. Obtingué el mestratge en Gai Saber, i fou autor de poesia clàssica amb un vessant preciosista. Va ser també síndic de la mantinença catalana del felibrige i mantenedor de la secció catalana de l'Académie des Jeux Floraux. Publicà a la revista del GREC Sant Joan i Barres. Als Jeux Floraux de Tolosa de Llenguadoc del 1965 fou guardonat amb el "Narcís" amb el poema Arbre. Als Jocs Florals de la Llengua Catalana de Caracas del 1966 va guanyar el premi "Rosselló" per Oda al Rosselló.

## Obres
- Assaig sobre la versificació catalana clàssica i moderna Perpinyà: Impremta Catalana, 1970
- Gramàtica catalana Perpignan: Institut Rossellonès d'Estudis Catalans, 1969

### Reculls poètics
- Renaixement català: Somnieigs poètics Perpinyà: G.R.E.C., 1964
- Esfullament d'ànima, tannkes Barcelona: Rafael Dalmau, 1966
- Itinerari espiritual Barcelona: Dalmau, 1968
- Últims cants, poemes en prosa Perpinyà: Impr. Catalana, 1971